# Prajñā
Prajñā (sánscrito) o  paññā (pali) se puede traducir como 'sabiduría', 'comprensión', 'discernimiento', 'agudeza cognitiva' o 'saber hacer'.
En budismo, se refiere especialmente a la sabiduría basada en la realización directa de las cuatro nobles verdades y la asimilación de conceptos como el de transitoriedad, surgimiento dependiente, anātman (insustancialidad), Shuniata (vacío), etc.
Prajñā es la sabiduría que es capaz de extinguir las klesa (aflicciones) y ocasionar la iluminación.